# Escamilla (kommun)
Escamilla är en kommun i Spanien.   Den ligger i provinsen Provincia de Guadalajara och regionen Kastilien-La Mancha, i den centrala delen av landet, 100 km öster om huvudstaden Madrid.